# رئيس إقليم كردستان العراق
رئيس إقليم كردستان العراقي هو رئيس إقليم كردستان في شمال العراق. وهو جزء من مجلس الرئاسة كردستان.

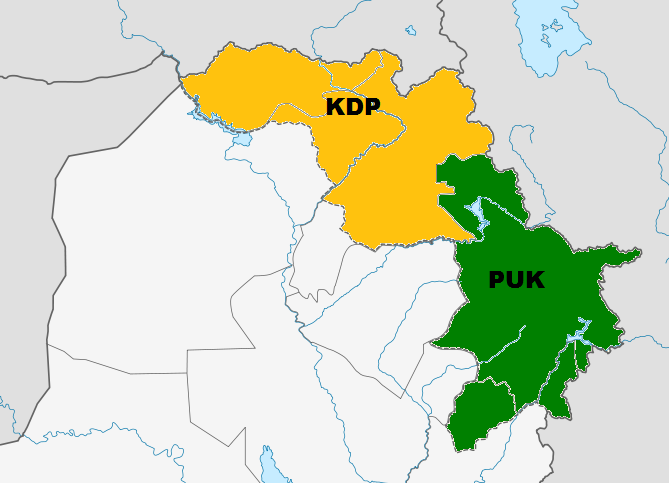
كردستان العراق بعد وقف إطلاق النار سنة 1997. المنطقة الخضراء التي يسيطر عليها الاتحاد الوطني الكردستاني، المنطقة الصفراء التي يسيطر عليها الحزب الديمقراطي الكردستاني

## (1992-2005)
بعد الانتخابات التشريعية في كردستان العراق التي جرت في عام 1992 والتي أسفرت عن فوز الحزبين الرئيسيين، الحزب الديمقراطي الكردستاني والاتحاد الوطني الكردستاني الحائز على 50 من أصل 100 مقعدا قرروا المضي قدما من دون رئيس.
في عام 1994 اندلعت الحرب الأهلية مما أدى إلى إنشاء حكومتين في اقليم كردستان. الحكومة الاولى سيطر عليها الحزب الديمقراطي الكردستاني وكان مركزها في أربيل وسيطر الاتحاد الوطني الكردستاني على الحكومة القانية والتي كان مركزها في السليمانية وكان لدى كل حكومة رئيس مختلف:-

### الجزء الذي تسيطر عليه الاتحاد الوطني الكردستاني
رئيس الاتحاد الوطني الكردستاني شغل رئاسة حكومة إقليم كردستان في السليمانية:
| الاسم | الاسم        | صورة | ولادة-وفاة | دخول المكتب  | ترك منصبه     | الحزب السياسي             |
| ----- | ------------ | ---- | ---------- | ------------ | ------------- | ------------------------- |
| 1     | جلال طالباني |      | 1933–2017  | 4 يوليو 1992 | 14 يونيو 2005 | الاتحاد الوطني الكردستاني |

### التي تسيطر عليها الحزب الديمقراطي الكردستاني جزءا
رئيس الحزب الديمقراطي الكردستاني شغل رئاسة حكومة إقليم كردستان في اربيل:
| الاسم | الاسم           | صورة | ولادة-وفاة | دخول المكتب   | ترك منصبه     | الحزب السياسي               |
| ----- | --------------- | ---- | ---------- | ------------- | ------------- | --------------------------- |
| 1     | مسعود البارزاني |      | 1946–      | 31 أغسطس 1996 | 14 يونيو 2005 | الحزب الديمقراطي الكردستاني |

## 2005 - الآن
بعد إجراء مصالحة رسمية بين الحزب الديمقراطي الكردستاني والاتحاد الوطني الكردستاني في أكتوبر 2002م، جرت الانتخابات البرلمانية في 30 يناير 2005م وفي 14 يونيو 2005م، أدى رئيس الحزب الديمقراطي الكردستاني مسعود البرزاني اليمين أمام البرلمان كرئيس جديد للإقليم وكوسرات رسول علي نائباً له. في عام 2009م تم تغيير النظام لانتخاب الرئيس وتم إجراء الانتخابات الرئاسية في 25 يوليو 2009م مما أدى إلى إعادة انتخاب بارزاني. في 29 أكتوبر 2017م وفي خضم النزاع بين الحكومة الاتحادية في بغداد وحكومة اقليم كردستان في اربيل، أعلن بارزاني عن نواياه بالتنحي كرئيساً للإقليم اعتبارا من 1 نوفمبر.
رئيس حكومة إقليم كردستان:
| الاسم | الاسم            | صورة | ولادة-وفاة | دخول المكتب   | ترك منصبه     | الحزب السياسي               |
| ----- | ---------------- | ---- | ---------- | ------------- | ------------- | --------------------------- |
| 1     | مسعود البارزاني  |      | 1946–      | 14 يونيو 2005 | 1 نوفمبر 2017 | الحزب الديمقراطي الكردستاني |
| 2     | نيجيرفان بارزاني |      | 1966 –     | 2019 10 يونيو | (مستمر)       | الحزب الديمقراطي الكردستاني |